# Rydwan

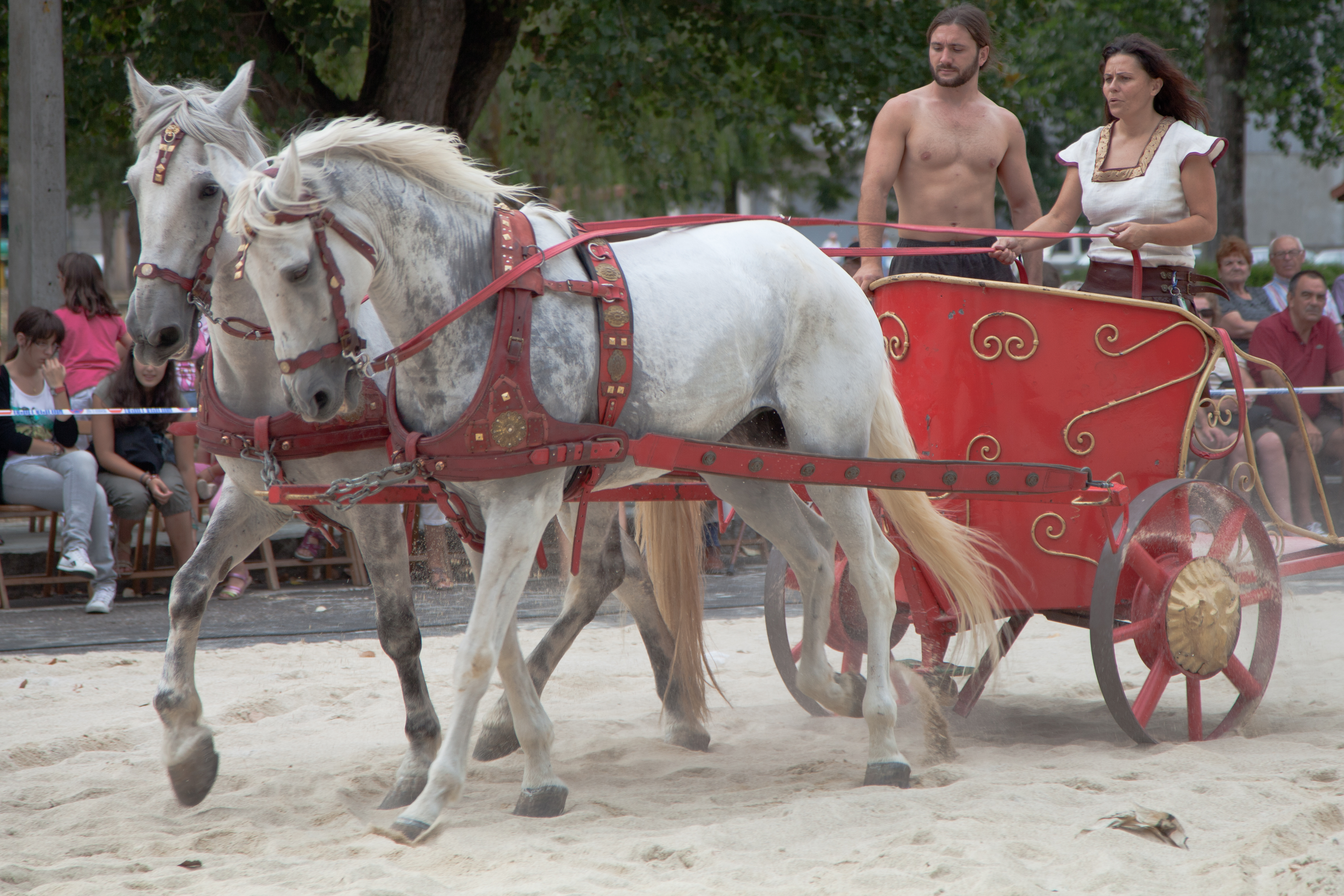
Rekonstrukcja starożytnego rydwanu rzymskiego

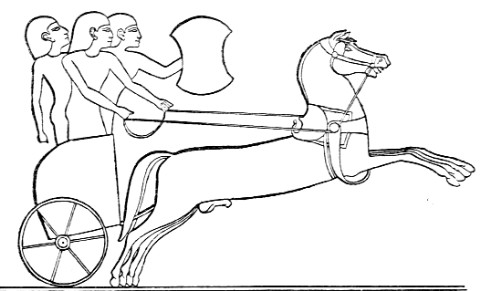
Hetycki rydwan – rysunek z egipskiego reliefu

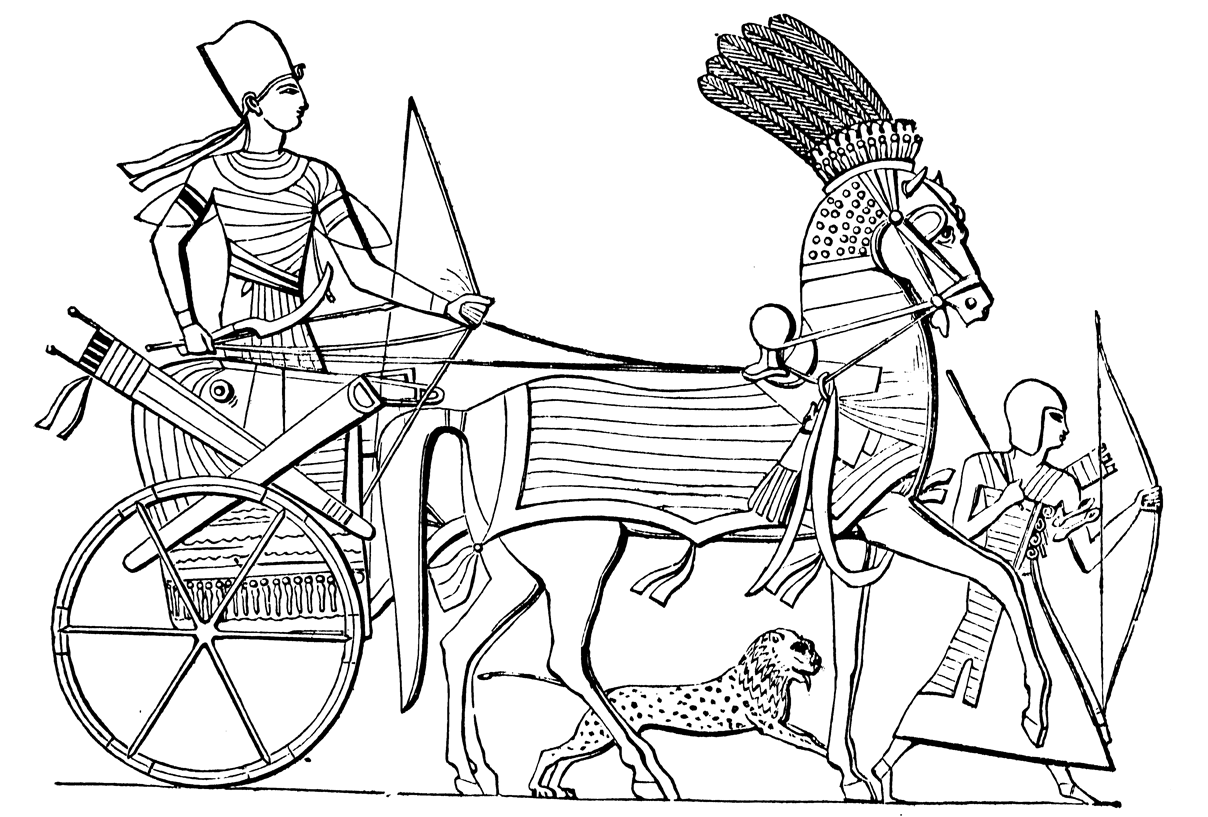
Egipski lekki rydwan

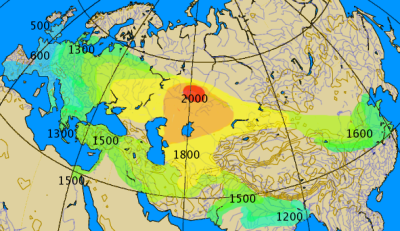
Mapa przedstawiająca uproszczone drogi i czas rozprzestrzeniania się rydwanu, 2000–500 p.n.e.

Rydwan – pojazd konny, najczęściej dwukołowy zaprzężony w dwa lub cztery konie, zwykle z tyłu otwarty. 
David W. Anthony z Uniwersytetu Pennsylwanii przypisuje rydwan jako wynalazek praindoeuropejski z kultury kuro-arakskiej oraz kultury majkopskiej, niemal w tym samym czasie kiedy udomowiono dzikie konie. Mógł być zaprzężony w dwa konie – wtedy zwał się bigą, lub w cztery i wtedy nazywał się kwadrygą. Jechały nim zazwyczaj stojąc dwie osoby.

## Budowa
Rydwan był w istocie platformą na kołach ciągniętą przez konie, zaprzęgnięte dzięki uprzęży mocowanej do dyszla przyłączonego do środkowej części rydwanu i czasem zakończonego ostrzem. W wersji czterokonnej stosowano dwa dyszle. Kierowanie końmi umożliwiały długie lejce, prowadzone osobno do każdego z nich bądź łączone w jedną parę. Lejce przeciągano przez pierścienie mocowane do końskiej uprzęży. Składała się ona z pętli wokół szyi oraz dodatkowych, utrzymujących całość; do dyszla mocowano je w sposób elastyczny.
Na konie zwykle nakładano ozdobne kropierze dla łatwiejszego odróżnienia od obcych, a do ogłowi mocowano grzebienie lub pióropusze.

## Zastosowanie
Rydwanu używano w różnych celach. Na Bliskim Wschodzie pojawiał się na polach bitew jeszcze w IV w. p.n.e. W Europie tradycja walki z rydwanu przetrwała najdłużej na Wyspach Brytyjskich, bo do I w. n.e. Na początku swego istnienia rydwan służył także do polowań. W Grecji i Rzymie służył głównie do wyścigów w czasie igrzysk olimpijskich, natomiast w cyrkach – także w celach kultowych i reprezentacyjnych.

### Zastosowanie w bitwach

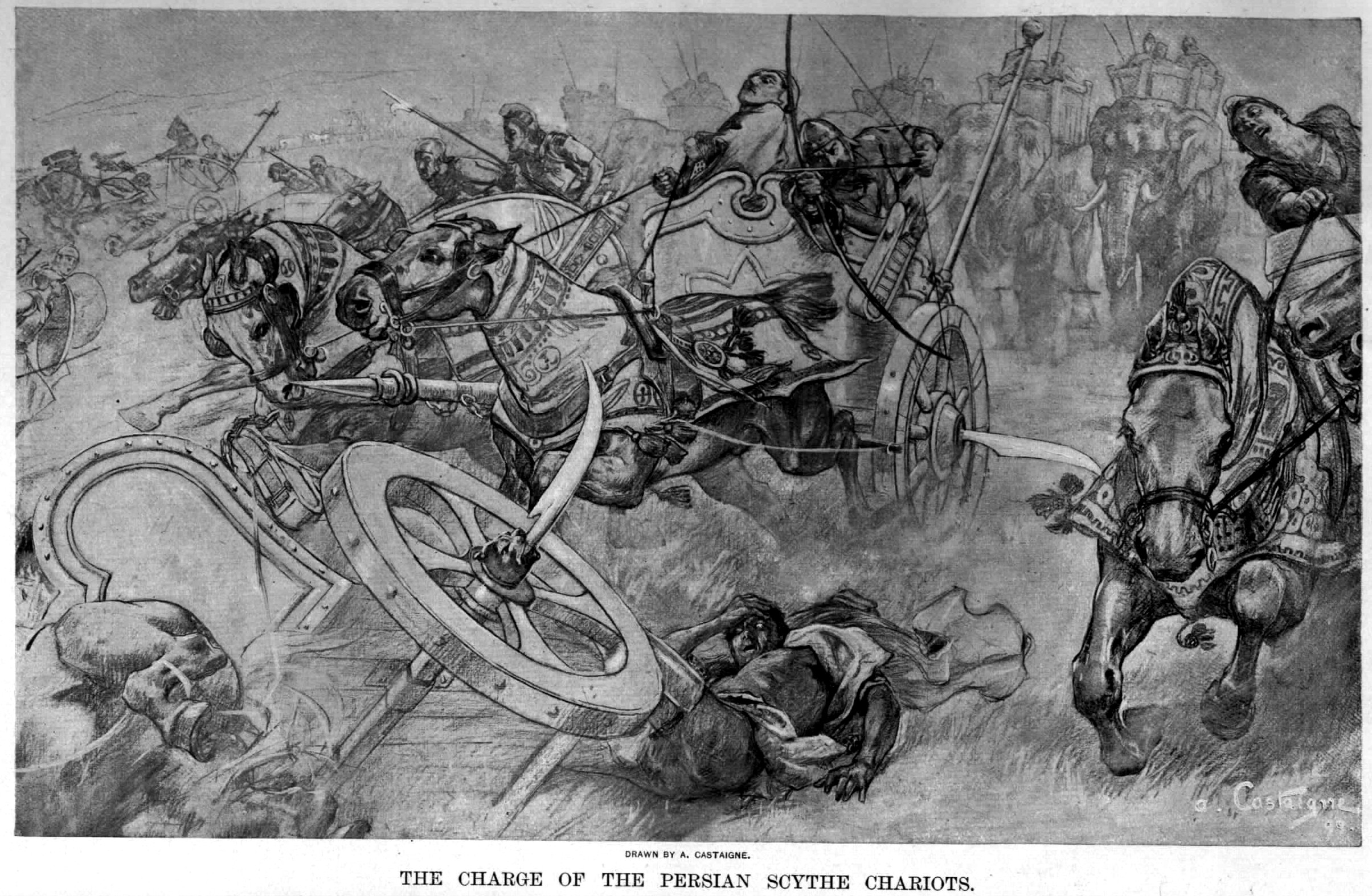
Atak perskich rydwanów z kosami

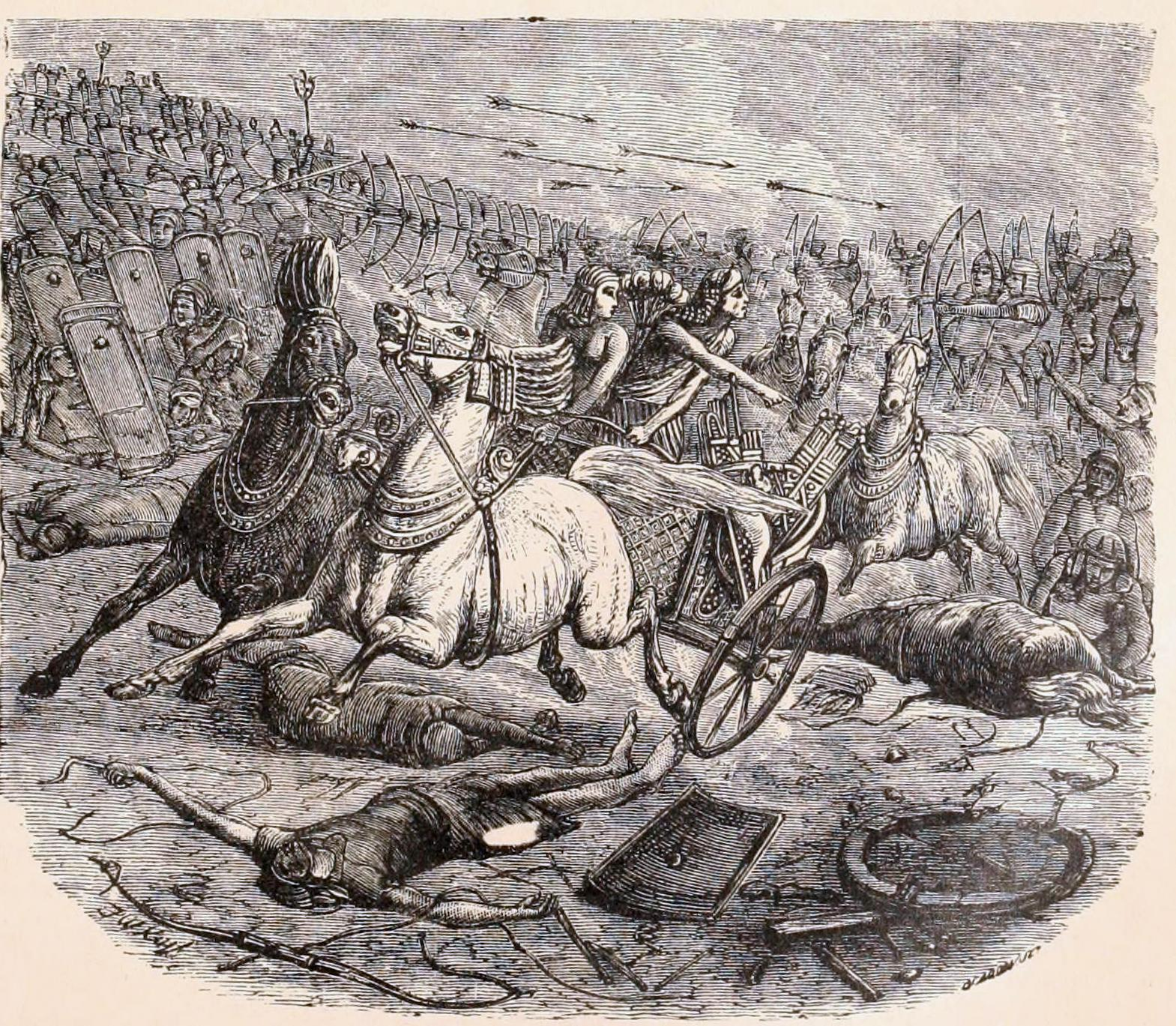
Egipski rydwan w walce

Rydwanów używano głównie w celach bojowych.  Służyły do rozbijania szyków wroga. Załogę rydwanu mogły stanowić 2-4 osoby. W przypadku dwóch był to tylko woźnica i łucznik. W załodze czteroosobowej także włócznik i miecznik. Niekiedy zeskakiwali oni z wozu i walczyli potem pieszo. 

### Ciężkie rydwany
Rydwany wykonywano również w wersjach ciężkich, wówczas zaprzęgano je w cztery konie, zazwyczaj chronione zbroją.
Używano ciężkiej zbroi łuskowej, osłaniając przód i boki koni, tył pozostawał nieosłonięty. Niekiedy używano również zbroi płytowej bądź kolczugi.
Rydwany takie były wolniejsze od lekkich, lecz było je trudniej pokonać, a opancerzenie koni zwiększało użyteczność w walce.

## Sposoby przeciwdziałania

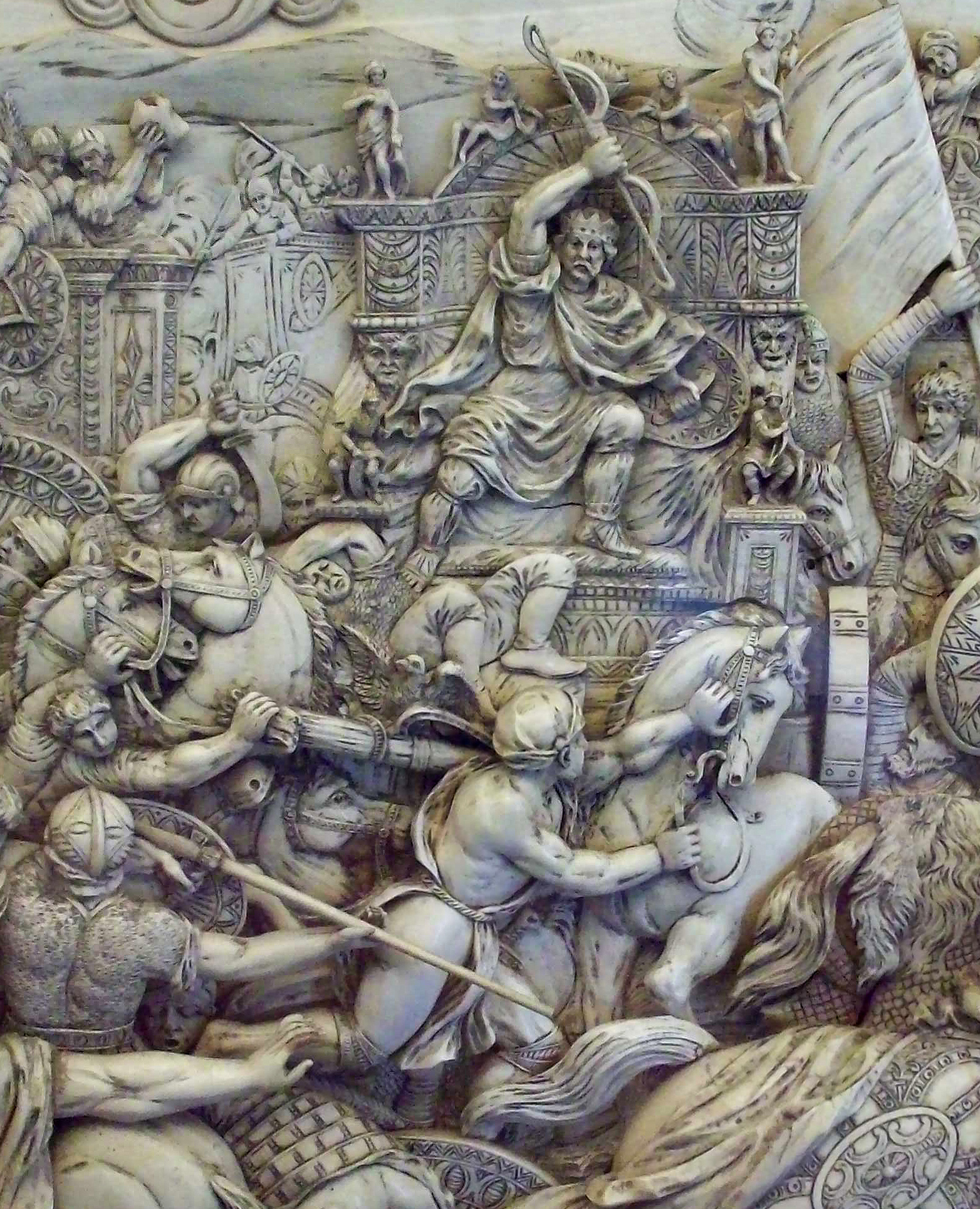
Gdy rydwan zwalniał, atakujący zabijali konie, co czyniło go niezdatnym do dalszej walki (scena z bitwy pod Gaugamelą)

Na początku bitew często dochodziło do starcia wrogich rydwanów, wówczas większość jednostek ginęła.
Rydwanom przeciwdziałano:
- Ustawiając pale wbite na polu bitwy. Rydwan nie mógł się przecisnąć, co zmuszało załogę do dalszej walki pieszo.
- Wykopując zamaskowane doły. Jeżeli koło rydwanu wpadło do takiego wgłębienia, rydwan przewracał się.
- Jazda często zachodziła rydwany od tyłu; te nie mogąc jej stratować były łatwym celem.
- Rydwan po uderzeniu w szyki wroga zwalniał, był to dobry moment dla atakujących, by łatwo zabić załogę i konie.
- Opancerzone słonie bojowe były doskonałą obroną przed rydwanami. Rydwan po zderzeniu ze słoniem roztrzaskiwał się.
- Rzeka przebiegająca w poprzek pola bitwy uniemożliwiała użycie rydwanów.
- Ciężko opancerzone rydwany również nie były bezpieczne, jazda podjeżdżała do nich i zatrzymywała konie oraz niszczyła koła rydwanu i lejce.

## Zalety i wady
Zalety:
- Rydwan skutecznie przebijał szyki wroga
- Umożliwiał przenoszenie dużej liczby strzał

Wady:
- Był łatwy do zniszczenia, upadek bądź śmierć chociaż jednego z koni powodowała zatrzymanie całego rydwanu. Problem częściowo rozwiązywały zbroje dla koni, lecz nie chroniły przed zatrzymaniem poprzez chwycenie lejcy, ani przed potknięciem
- Innym problemem było urywanie się kół, które powodowało wywrócenie się całego rydwanu
- Przekraczanie rzek było bardzo utrudnione
- Brak kontroli nad rydwanem mógł spowodować, że konie w panice pociągną rydwan w stronę własnych oddziałów, tratując je

## W wierzeniach
Rydwan był atrybutem bogów i bogiń:
- Afrodyta – miała rydwan zaprzężony w gołębie;
- Demeter – miała rydwan zaprzężony w skrzydlate smoki;
- Hera – miała rydwan zaprzężony w pawie;
- Kybele – miała rydwan zaprzężony w lwy;
- Dionizos – miał rydwan zaprzężony w pantery;
- Helios – miał rydwan zaprzężony w 4 konie;
- Pluton – miał rydwan zaprzężony w kare konie;
- Posejdon – miał rydwan zaprzężony w hippokampy.

Specjalnymi typami rydwanu były currus w starożytnym Rzymie i carroccio w średniowiecznych republikach włoskich, gdzie służył za punkt dowodzenia, ołtarz i miejsce ekspozycji sztandaru państwa-miasta.